# Gottuvadyam
Gottuvadyam, eller chitravina, är ett sydindiskt musikinstrument med sex melodisträngar och tre bordunsträngar och ett antal resonanssträngar, liksom i en sitar. Instrumentet saknar dock band på greppbrädan, och man spelar det med en glidare som en hawaiigitarr.